# Rivière St. Lewis
La rivière Saint Lewis (anglais : St. Lewis River) est un fleuve d'environ 160 km de long situé à l'extrême est de la péninsule du Québec-Labrador, au Labrador dans la province canadienne de Terre-Neuve-et-Labrador.

## Description
La rivière Saint Lewis prend sa source dans une tourbière située à 450 mètres d'altitude (52° 31′ 05″ N, 57° 48′ 56″ O) au centre-est du Labrador, entre deux collines culminant à près de 490 mètres d'altitude.
A proximité se trouvent les sources de la rivière Paradise (anglais : Paradise River) (vers le nord-est et la baie Sandwich), de la rivière Alexis (anglais : Alexis River) (vers l'est et l'océan Atlantique) et de la rivière Saint-Paul (anglais : St. Paul River) (vers le sud et le golfe du Saint-Laurent).
La réunion des petits ruisseaux de tête (52° 27′ 31″ N, 57° 41′ 03″ O) donne naissance à un abondant ruisseau qui devient rapidement une petite rivière serpentant au milieu d'un relief vallonné et très boisé en direction du sud-sud-est. Les fonds des vallées sont en plusieurs endroits occupés par des zones de tourbières, où les cours d'eau serpentent avec de nombreux méandres et la présence de quelques bras-morts (52° 25′ 48″ N, 57° 38′ 21″ O).
La rivière Saint Lewis grossit progressivement par l'apport de petits affluents sur un plateau marécageux couvert de lacs et d'étangs. Après un parcours d'environ 55 km, elle se jette dans un vaste lac (52° 18′ 53″ N, 57° 21′ 44″ O) situé à 370 mètres d'altitude.
Le lac est alimenté par un autre cours d'eau (52° 16′ 30″ N, 57° 20′ 07″ O), branche mère secondaire prenant sa source à proximité de la source principale (52° 27′ 46″ N, 57° 43′ 17″ O) à environ 470 mètres d'altitude.
La rivière Saint Lewis en aval du lac supérieur (52° 18′ 02″ N, 57° 16′ 31″ O) est une rivière abondante qui se dirige d'abord vers l'est, puis le sud avant de prendre une direction est-nord-est. Après environ 22 km de parcours en aval du lac supérieur, la rivière reçoit en rive droite à 315 mètres d'altitude son principal affluent (non nommé) (52° 14′ 05″ N, 57° 08′ 09″ O) venant du sud-ouest et né de la réunion de deux petites rivières (52° 08′ 36″ N, 57° 18′ 54″ O) drainant la vaste zone de lacs et de tourbières situées au sud du bassin de la rivière Saint Lewis.
La rivière Saint Lewis se renforce considérablement et devient un large cours d'eau poursuivant sa route vers l'est-nord-est en rentrant dans une région vallonnée où les sommets brûlés de collines escarpées dominent des zones basses densément boisées. La rivière Saint Lewis alterne entre des portions larges et calmes et des gorges entrecoupées d'étroits rapides.
La rivière créée un petit delta intérieur en recevant en rive droite un affluent venu de l'est avec un lac bordant le cours principal à 215 mètres d'altitude (52° 20′ 34″ N, 56° 43′ 58″ O) avant de traverser une zone de rapides vers l'est.
La rivière fait ensuite deux vastes coudes vers le nord-nord-est puis vers le sud-sud-est en traversant une zone de rapides et de chutes infranchissables (52° 21′ 55″ N, 56° 33′ 20″ O). L'altitude s'abaisse rapidement dans cette zone de gorges parfois étroites.
La rivière tourne vers le nord, capte à 110 mètres d'altitude un affluent significatif venu du sud-ouest en rive droite qui chute par une longue et étroite gorge (52° 22′ 17″ N, 56° 30′ 42″ O), puis atteint une zone calme à 90 mètres d'altitude sans véritables rapides sur environ 8 km mais dans une vallée encadrée de reliefs marqués.
Le cours d'eau s'accélère au fur et à mesure que la vallée se resserre et traverse une série de rapides où un établissement s'est implanté (52° 25′ 05″ N, 56° 22′ 07″ O). Les tronçons inférieurs de la rivière Saint Lewis sont caractérisés par des gorges étroites.
La rivière parcourt près de 100 km entre le lac supérieur et le début de son estuaire.
La rivière Saint Lewis se jette enfin dans l'extrémité supérieure de l'estuaire Saint Lewis (anglais : St. Lewis Inlet), un fjord de 35 km de long parsemé d'îles et de bancs de sable qui s'ouvre sur la baie Saint Lewis (anglais : St. Lewis Sound) sur la côte est du Labrador baignée par la mer du Labrador.

## Hydrologie
La rivière Saint Lewis draine une superficie de 2 590 km2, alimentée par 45 affluents.
Le bassin versant est bordé au nord par celui de la rivière Alexis et au sud par ceux de la rivière Saint-Paul (avec son affluent en rive gauche la rivière Bujeault (anglais : Bujeault River) à la frontière entre le Québec et Terre-Neuve-et-Labrador et de la rivière Pinware (anglais : Pinware River) dont la source située à 370 mètres d'altitude est très proche de la rivière Saint Lewis (52° 15′ 50″ N, 56° 47′ 08″ O).
Le débit moyen amont de l'embouchure est de 68,9 m3/s. Les débits mensuels les plus élevés se produisent généralement pendant la fonte des neiges, avec une moyenne de 292 m3/s en mai.

## Faune piscicole
La rivière Saint Lewis abrite différentes espèces de poissons, comme le saumon atlantique dans son cours inférieur.
Trois chutes sont situées dans la section aval accidentée aux kilomètres 25,4, 25,9 et 26,8 de la rivière, la plus haute formant une barrière complète aux poissons migrateurs au km 26,8 (52° 21′ 55″ N, 56° 33′ 20″ O).
Au-dessus de cette zone, où la rivière alterne entre gorges et larges vallées bien boisées, et elle contient trois obstructions complètes supplémentaires. Au km 80 (22 km en aval du lac supérieur), Peet (1968) a signalé d'excellents bancs de frai sur l'affluent principal. À l'exception d'une barrière complète, le gradient de la rivière en amont est faible et les eaux d'amont sont constituées d'une masse de petits étangs et de rivières stables dans une vallée assez encaissée.

## Occupation humaine
Le bassin de la rivière Saint Lewis est situé dans une zone isolée et inhabitée du Labrador.
Les établissements les plus proches sont Port Hope Simpson sur l'estuaire de la rivière Alexis ainsi que ceux de Mary's Harbour, Saint Lewis (Fox Habour) et Battle Harbour dans la baie Saint Lewis.
Blair (1943) a signalé que des étais de puits (utilisés comme rives de mine) et du bois à pâte ont été coupés à 8 km de l'embouchure de la rivière et à la tête de l'estuaire Saint Lewis au début des années 1930 et 1940.
Un établissement de pêche sportive (St Lewis River Lodge) s'est installé sur la rive nord du fleuve au niveau d'une importante chute d'eau à environ 6 km en amont de l'estuaire.
La route 510 franchit l'estuaire de la rivière Saint Lewis par deux ponts situés de part et d'autre de l'île Wood (anglais : Wood Island). La route 513 s'embranche à partir de la route 510 à 1,2 km au nord sur la rive de l'estuaire de la rivière Saint Lewis et part vers l'est pour desservir Saint Lewis.
Le nord de la rivière est de nos jours exploité pour son bois avec des zones intensément déboisées (52° 24′ 13″ N, 56° 42′ 21″ O) au moyen d'une longue route forestière reliée à la 510 au niveau de Port Hope Simpson.
La baie Saint Lewis était appelée baie Saint Louis pendant la période de la Nouvelle-France mais le fond des baies de la côte du Labrador demeurait alors inconnu des Européens.